# Chase, British Columbia
Chase är en ort i Kanada.   Den ligger i provinsen British Columbia, i den södra delen av landet, 3 300 km väster om huvudstaden Ottawa. Chase ligger 366 meter över havet och antalet invånare är 2 471. Den ligger vid sjön Little Shuswap Lake.
Terrängen runt Chase är kuperad norrut, men söderut är den bergig. Chase ligger nere i en dal. Trakten runt Chase är nära nog obefolkad, med mindre än två invånare per kvadratkilometer.. Chase är det största samhället i trakten.
I omgivningarna runt Chase växer i huvudsak barrskog.